# Vernonia glauca
Vernonia glauca là một loài thực vật có hoa trong họ Cúc. Loài này được (L.) Willd. miêu tả khoa học đầu tiên năm 1803.